# Stegena Lajos
Stegena Lajos (Keszegfalva, 1921. november 10. – 1997. február 16.) geofizikus és térképtörténész, egyetemi tanár. 1942-ben a Magyar Királyi József Nádor Műegyetemen szerzett vegyészmérnöki diplomát. Szakmai pályáját a Magyar Állami Földtani Intézetben és az Eötvös Loránd Geofizikai Intézetben kezdte, majd 1953-tól az ELTE iskolateremtő hatású oktatója. Elsőként mutatta ki, hogy a Pannon-medence kérge nem vastag, hanem vékony, s ezzel az uralkodó geotektonikai koncepció (az ún. köztes-tömeg elmélet) feladását alapozta meg. A hazai kutatók közül ugyancsak elsőként ismerte fel az akkor újdonságnak számító lemeztektonikai elmélet jelentőségét, és szerzőtársaival alkalmazta az elméletet Pannon-medencére, ezzel megalapozta a terület fejlődéstörténetéről ma is elfogadott elméletet.

## Munkássága
1941-től 1946-ig a Magyar Állami Földtani Intézetben volt kutató és talajtannal foglalkozott. 1946-tól 1952-ig az Eötvös Loránd Geofizikai Intézetben kutatott, 1953-ban tudományos osztályvezető lett. Ebben a beosztásában a szeizmikus, a geotermikus és a geokémiai kutatásokat irányította.
1953-tól az Eötvös Loránd Tudományegyetem Geofizikai Tanszékére nevezték ki tanársegédnek, 1954-től már adjunktus, 1958-tól pedig egyetemi docens. 1957-ben a földtudomány kandidátusa. 1962-ben kapta meg egyetemi tanári kinevezését. 1964-ben megszerezte az MTA doktora fokozatot. 1966-ban a Térképtudományi Tanszék vezetője lett, melyet nyugdíjazásáig, 1987-ig töltött be. 1975 és 1984 között Stegena Lajos lett a Földtudományi Szakbizottság elnöke.
Több különböző kutatási területen működött eredményesen Stegena Lajos professzor. Az első ezek közül az 1950-es években világszerte újdonságnak számító mélyreflexiós szeizmikus szelvényezés volt. Ennek a mérési módszernek a technikai feltételeit ő teremtette meg Magyarországon. Kimutatta, hogy a Pannon-medence alatt a földkéreg vékony, és ezzel új alapokra helyezte a terület földtani képét. Ehhez kapcsolódott második fontos kutatási területe, a geotermika. Fölismerte a Kárpát-medence alatti vékonyabb földkéreg és a benne mérhető magas hőáram genetikai kapcsolatát is, nevezetesen hogy a Pannon-medence kérge a konvekciós köpenyáramlások segítségével vékonyodott el. Foglalkozott a süllyedő medencék vízáramlási rendszereivel, ezeknek és a hőtérnek a kapcsolatával, és fölismerte, hogy a vízáramlások befolyásolják a szénhidrogének másodlagos vándorlását is. Mindezek a kutatások azután még szorosabb rendszerbe illeszkedtek a lemeztektonikai elméletben, melynek Stegena Lajos már korán, az 1960-as évek végén és az 1970-es évek elején fölismerte jelentőségét és a Pannon-medencére való alkalmazhatóságát. Géczy Barnabással és Horváth Ferenccel 1975-ben írott, máig is klasszikusnak tekintett cikke alapozta meg a modellnek a területre való alkalmazását.
A geotermikus kutatási eredményeinek elismeréseként vezető tisztségekre választották meg a Nemzetközi Hőáram Bizottságban, melynek négy évig (1979-83) elnöke is volt.
A Térképtudományi Tanszék vezetőjeként a térképészetben és a térképtörténetben is fontos publikációi jelentek meg, a vetülettanról írt tankönyve ma is használatban van. Fontos elemzési eredményeket publikált például a Tabula Hungariae kartometriájáról, illetve a témában meghatározó jelentőségű tanulmányköteteket szerkesztett. Mintegy 150 tudományos közlemény és 23 könyv is jelzi munkásságának súlyát.

## Pedagógusi munkássága
Stegena Lajos nagyszerű tanár, igazi tanítómester volt. Széles körű tudása, kutatói lelkesedése révén számos új terület kutatásába kapcsolódott be (például az 1970-es években ő tartotta az első szelenológiai speciálkollégiumot). Gyorsan fölismerte a földtudományi kutatási területek érdekes új irányait, és kezdeményezésre sarkallta egyetemi hallgatóit is. Világszerte elismert kutató volt, amit vendégprofesszori meghívásai is bizonyítanak a freibergi, a clausthali, a kieli és a nápolyi egyetemre.
Hallgatóival és kollégáival szakmailag is és emberileg is kiváló kapcsolatot tartott. Termete, jellegzetes orgánuma és fejlett kritikai érzéke az előadóülések összetéveszthetetlen és meghatározó kérdezőjévé, szereplőjévé avatta őt. Szenvedélyes sakkjátékosként professzortársaival és kollégáival munka után legendás sakkpartikat játszottak.
A Rákospalotai temetőben nyugszik.

## Elismerései
- Munka Érdemrend ezüst fokozat
- Egyetemi emlékérem, prágai Károly Egyetem
- Egyetemi emlékérem Clausthali Műszaki Egyetem
- Aranyérem, Eötvös Loránd Tudományegyetem
- Eötvös Loránd-emlékérem, Magyar Geofizikusok Egyesülete (1983)
- Eötvös József-koszorú, Magyar Tudományos Akadémia (1995)
- "Laureatus academia" MTA.

## Külső hivatkozások
- Stegena Lajos élete